# 化學滲透

離子由高浓度區域滲入低浓度區域。

化學滲透（Chemiosmosis，或稱化學滲透偶聯）是離子經過半透膜擴散的現象，这种现象与滲透类似。化學滲透是離子的運動，离子穿過選擇性滲透膜，沿電化學梯度移动。更具體地的說，在細胞的呼吸或光合作用過程中，通過氫離子穿過細胞膜的移動產生了ATP。氫離子（質子）將從高的質子濃度的區域擴散到低質子濃度的區域，以產生ATP。氢离子由較多離子的區域滲入較少離子區域，直到內外濃度平衡為止。化學滲透通常發生在細胞的呼吸作用中的ATP合酶（三磷酸腺苷合酶）裡，细胞利用該特性來製造ATP（三磷酸腺苷）。

## 化學滲透假說

氧化磷酸化涉及兩個過程——電子傳遞鏈和化學滲透——並發生在線粒體中。

彼得·米切尔 (Peter D. Mitchell) 於 1961 年提出化學滲透假說。 簡而言之，該假說是呼吸細胞中大部分三磷酸腺苷 (ATP) 的合成來自利用 NADH 和 FADH2 能量穿過線粒體內膜的電化學梯度在富含能量的分子（例如葡萄糖）的氧化分解過程中形成。
葡萄糖等分子被代謝產生乙酰輔酶A作為一種相當富含能量的中間體。線粒體基質中乙酰輔酶A（乙酰輔酶A）的氧化與烟酰胺腺嘌呤二核苷酸（ NAD）等載體分子的還原相耦合和黃素腺嘌呤二核苷酸（FAD）。載體將電子傳遞至線粒體內膜中的電子傳遞鏈 (ETC)，電子傳遞鏈又將電子傳遞至 ETC 中的其他蛋白質。每個氧化還原轉移步驟的能量用於將質子從基質泵入膜間空間，以跨膜電化學梯度的形式存儲能量。質子通過 ATP 合成酶穿過內膜返回基質。線粒體通過 ATP 合酶的作用為 ADP 與無機磷酸鹽結合形成 ATP 提供了足夠的能量。
這在當時是一個激進的提議，並沒有被很好地接受。普遍的觀點是電子轉移的能量被存儲為穩定的高電勢中間體，這是一個化學上更保守的概念。能量中間體曾經被發現，並且有證據表明電子傳遞鏈複合體的質子泵浦變得太大而不容忽視。最終，化學滲透假說開始被支持，彼得·米切尔於 1978 年榮獲諾貝爾化學獎。
化學滲透耦合對於線粒體、葉綠體、 以及許多細菌和古菌中 ATP 的產生非常重要。

## 質子動力
離子跨膜運動取決於兩個因素的組合：

線粒體內膜的能量轉換以及呼吸鏈中氧化還原反應的化學能與 ATP合酶催化的氧化磷酸化之間的化學滲透耦合。

1. 由濃度梯度引起的扩散作用力 - 所有顆粒都傾向於從較高濃度擴散到較低濃度。
2. 由電勢梯度引起的靜電力 - 質子 H+ 等陽離子傾向於沿著電位向下擴散，從膜的正 (P) 側到負 (N) 側。陰離子會自發地沿相反方向擴散。

這兩個梯度放在一起可以表示為電化學梯度。
然而，生物膜的磷脂双分子层是離子的障碍。這就是為什麼能量可以作為跨膜的這兩個梯度的組合來存儲。只有特殊的膜蛋白（如離子通道）有時才能允許離子跨膜移動（另請參見：跨膜运输）。在化學滲透假說中，跨膜 ATP 合酶是將質子自發流過它們的能量轉化為 ATP 鍵的化學能的核心。
因此，研究人員創造了質子動力（proton-motive force, PMF）這個術語，它源自前面提到的電化學梯度。 它可以描述為存儲的勢能（电化学梯度）的度量，作為跨膜質子和電壓（電位）梯度的組合。 電場梯度是跨膜電荷分離的結果（當質子 H+ 在沒有抗衡离子（例如氯化物離子 Cl−）的情況下移動時）。
在大多數情況下，質子動力由充當質子泵的電子傳輸鏈產生，利用氧化還原反應的吉布斯自由能將質子（氫離子）泵出穿過膜，從而分離穿過膜的電荷。 在線粒體中，電子傳遞鏈釋放的能量用於將質子從線粒體基質（N 側）移動到膜間隙（P 側）。 將質子移出線粒體會導致線粒體內帶正電的質子濃度降低，從而導致膜內部產生過多的負電荷。電勢梯度約為-170 mV ，內部為負值 (N)。 這些梯度——電荷差和質子濃度差都在膜上產生組合電化學梯度，通常表示為質子動力（PMF）。 在線粒體中，PMF 幾乎完全由電成分組成，但在葉綠體中，PMF 主要由 pH 梯度組成，因為質子 H+ 的電荷被 Cl- 和其他陰離子的運動中和。 無論哪種情況，PMF 都需要大於約 460 mV (45 kJ/mol)，ATP合酶才能產生 ATP。

## 外部鏈接
- （英文）化學滲透（威斯康星大學）  （页面存档备份，存于）